# Quentalia vittata
Quentalia vittata är en fjärilsart som beskrevs av Walker 1855. Quentalia vittata ingår i släktet Quentalia och familjen silkesspinnare. Inga underarter finns listade.